# Чека, Мария
Мария Чека (англ. Maria Checa; род. 29 июля 1970 года, Богота) — колумбийско-американская фотомодель и актриса

.

## Биография
Мария родилась 29 июля 1970 года в Боготе, Колумбия. В детстве она вместе с семьей переехала во Флориду, США. Окончила художественную школу в Майами.
В мае 1993 года заключила первый контракт с журналом Playboy и снималась для него до 2000 года, несколько раз появлялась на обложках. В августе 1994 года была объявлена Playboy Playmate, став первой из колумбиек кому удалось этого добиться.
В 1999 году снялась в фильме «От заката до рассвета 2: Кровавые деньги Техаса», где сыграла роль Люп.
В начале 2000-х годов работала ведущей на латиноамериканском канале журнала Playboy.
18 декабря 2008 года Мария была уличена в незаконных инсайдерских торговых операциях с участием её бывшего бойфренда Джамиля Бучареба, но обвинение судом ей предъявлено не было. Дело вызвало большой резонанс в американских СМИ.
На сегодняшний день Мария живёт в городе Гринсборо, Северная Каролина, США. Работает креативным советником в компании Motives Cosmetics. Совладелец бренда женских купальников Ritchie Swimwear.
В гражданском браке с Марком Эшли.

## Фильмография
| Год  |     | Русское название                                | Оригинальное название                    | Роль    |
| ---- | --- | ----------------------------------------------- | ---------------------------------------- | ------- |
| 1999 | в   | От заката до рассвета 2: Кровавые деньги Техаса | From Dusk Till Dawn 2: Texas Blood Money | Люп     |
| 2001 | кор | 7 кофе в неделю                                 | Siete cafés por semana                   | девушка |